# تصفيات كأس آسيان لكرة القدم 2012
تصفيات كأس آسيان لكرة القدم 2012 سوف تقام في ميانمار من 5 إلى 13 أكتوبر، 2012. سوف تشمل المنتخبات الخمسة في جنوب شرق آسيا صاحبة التصنيف الأدنى. حيث ستلعب جميع الفرق بنظام الدوري من مرحلة واحدة على أن يتأهل الفريقين الأفضل إلى البطولة النهائية. من المقرر اقامة القرعة يوم 11 يوليو، 2012.
ستعود بروناي إلى الساحة الدولية بعد أن رفع الحظر المفروض عليها من قبل الفيفا في آواخر مايو 2011، عقب فرض الحظر عليها منذ سبتمبر 2009. بينما أصبحت الفلبين من بين الفرق الخمسة الأعلى تصنيفاً وتأهل مباشرة إلى البطولة النهائية، بعد بلوغها لنصف النهائي للمرة الأولى في نسخة 2010. ميانمار المستضيفة ستعوضها بعد أنهت مشاركتها في أسفل ترتيب المجموعة خلال بطولة 2010 وبذالك سدتخل مرحلة التصفيات لأول مرة.

## النتائج
جميع الأوقات الظاهرة حسب (ت ع م+06:30).
| فريق          | نقاط | فرق | عليه | له | خ | ت | ف | لعب |
| ------------- | ---- | --- | ---- | -- | - | - | - | --- |
| ميانمار       | 10   | 5+  | 1    | 6  | 0 | 1 | 3 | 4   |
| لاوس          | 7    | 1+  | 4    | 5  | 1 | 1 | 2 | 4   |
| تيمور الشرقية | 6    | 4+  | 6    | 10 | 2 | 0 | 2 | 4   |
| بروناي        | 6    | 1−  | 7    | 6  | 2 | 0 | 2 | 4   |
| كمبوديا       | 0    | 9−  | 12   | 3  | 4 | 0 | 0 | 4   |

| كمبوديا              | 5 – 1 | تيمور الشرقية                                    |
| -------------------- | ----- | ------------------------------------------------ |
| سوكنغون 90+1' (ركل.) | تقرير | موريلو 39'، 44' · أدي 56'، 73' · ألان 87' (ركل.) |

| ميانمار          | 0 – 1 | بروناي |
| ---------------- | ----- | ------ |
| يان أونغ وين 85' | تقرير |        |

| تيمور الشرقية | 2 – 1 | ميانمار          |
| ------------- | ----- | ---------------- |
| ألان 55'      | تقرير | كيي لين 37'، 73' |

| لاوس          | 0 – 1 | كمبوديا |
| ------------- | ----- | ------- |
| فافوفانين 40' | تقرير |         |

| كمبوديا | 3 – 2 | بروناي |
| ------- | ----- | ------ |
|         | تقرير |        |

| تيمور الشرقية | 1 – 3 | لاوس |
| ------------- | ----- | ---- |
|               | تقرير |      |

| بروناي     | 3 – 1 | لاوس                                                         |
| ---------- | ----- | ------------------------------------------------------------ |
| روسمين 26' | تقرير | نامثافيساي 34' · سايافوتثي 61' (ركل.) · سيسومفانغ 83' (ركل.) |

| ميانمار                                            | 0 – 3 | كمبوديا |
| -------------------------------------------------- | ----- | ------- |
| كيي لين 59' · كاونغ سيثو 65' · بياي فيو أونغ 90+1' | تقرير |         |

| لاوس | 0 – 0 | ميانمار |
| ---- | ----- | ------- |
|      | تقرير |         |

| بروناي              | 1 – 2 | تيمور الشرقية |
| ------------------- | ----- | ------------- |
| سعيد 16' · صالح 76' |       | تشيكيتو 79'   |

## الهدافين
هدفين
- كيي لين
- أديلينو ترينداد
- ألان لياندرو
- موريلو دي ألميدا

هدف
- كيو سوكنغون
- فيساي فافوفانين
- يان أونغ وين